# Georg Borysowski
Georg Borysowski (ur. 1941 we Lwowie) – ukraiński artysta fotograf polskiego pochodzenia, uhonorowany tytułami Artiste FIAP (AFIAP) oraz Excellence FIAP (EFIAP). Członek rzeczywisty Narodowego Związku Artystów Fotografików Ukrainy. Członek rzeczywisty Okręgu Warszawskiego Związku Polskich Artystów Fotografików.

## Życiorys
Georg Borysowski urodzony we Lwowie, w polskiej rodzinie, związany z lwowskim środowiskiem fotograficznym – mieszka, pracuje, tworzy we Lwowie. Jako fotoreporter współpracuje z polskojęzycznymi czasopismami we Lwowie. Miejsce szczególne w jego twórczości zajmuje fotografia architektury (w dużej części miasta Lwowa), fotografia dokumentalna, fotografia krajobrazowa, fotografia kreacyjna, fotografia pejzażowa, fotografia reportażowa. 
Jest członkiem rzeczywistym Narodowego Związku Artystów Fotografików Ukrainy. W 1997 został przyjęty w poczet członków rzeczywistych Okręgu Warszawskiego Związku Polskich Artystów Fotografików (legitymacja nr 753).
Georg Borysowski jest autorem i współautorem wielu wystaw fotograficznych; indywidualnych, zbiorowych, pokonkursowych. Brał aktywny udział w Międzynarodowych Salonach Fotograficznych, organizowanych m.in. pod patronatem FIAP, zdobywając wiele akceptacji, medali, nagród, wyróżnień, dyplomów, listów gratulacyjnych. Prezentował swoje fotografie w kilkudziesięciu krajach świata. 
W 1982 roku otrzymał tytuł Artiste FIAP (AFIAP), w 1995 tytuł Excellence FIAP (EFIAP) – tytuły przyznane przez Międzynarodową Federację Sztuki Fotograficznej FIAP, z siedzibą w Luksemburgu.

## Cykle tematyczne
- Cmentarz w Demni
- Dawny Krzemieniec
- Drewniana architektura Karpat
- Jarmark w Karpatach
- Krzyże
- Którzy zostali
- Lwów okolice Ormiańskiej
- Ludzie Gór
- Picie piwa
- Samotność małego człowieka
- Skały w Uryczu
- Symfonia Lwowska
- Wierzby

Źródło